# Zero Days
Zero Days é um filme-documentário americano de 2016 dirigido e escrito por Alex Gibney. Trata-se de um documentário a respeito do virus STUXNET, que infectou computadores das usinas nucleares do Irã em 2010, computadores estes que controlavam processos mecânicos nas usinas. A ação do vírus provocou um funcionamento anormal dos equipamentos, resultando em danos nas centrífugas que trabalham no enriquecimento de Urânio. A análise posterior do vírus demonstrou que os recursos tecnológicos e as informações necessárias para seu desenvolvimento não estariam acessíveis a hackers convencionais, mas apenas a um ou mais órgãos de Estado. Ou seja, um ou mais países teriam que estar por trás deste vírus. Na mesma época, técnicos que trabalhavam em usinas nucleares iranianas foram assassinados, o que reforça a tese, exposta no filme, de que o vírus foi parte de uma ação maior, que tinha como objetivo atrasar ou mesmo interromper o programa nuclear iraniano. Segundo depoimentos anônimos, mostrado no filme, o STUXNET teria sido elaborado por técnicos do NSA, sob autoridade da CIA, em parceria com o Mossad, ou seja, uma iniciativa do governo americano em parceria com Israel, o que explica o fato de que nenhuma autoridade jamais ter aceitado dar algum depoimento sobre o assunto. O fillme conta com depoimentos de  David E. Sanger, Gary Samore, Chris Inglis, Amos Yadlin, Yossi Melman, Yuval Steinitz, Eugene Kaspersky e Michael Hayden.